# An American Prayer
An American Prayer (с англ. — «Американская молитва») — девятый и последний студийный альбом американской рок-группы The Doors, выпущенный в ноябре 1978 года.

## Об альбоме
An American Prayer — собрание поэм, стихов и историй в исполнении лидера группы — Джима Моррисона, под которые подложена музыкальная ритмическая основа. Диск вышел через семь лет после смерти Моррисона и через пять лет после распада The Doors.

## Список композиций
Джим Моррисон — тексты, поэзия и рассказы; музыка — Рэй Манзарек, Робби Кригер, Джон Денсмор (и Джим Моррисон).

### Оригинальное виниловое издание
первая сторона
1. «Awake» — 0:36
2. «Ghost Song» — 4:13
3. «Dawn’s Highway / Newborn Awakening» — 3:48
4. «To Come of Age» — 1:02
5. «Black Polished Chrome / Latino Chrome» — 3:22
6. «Angels and Sailors / Stoned Immaculate» — 4:20
7. «The Movie» — 1:36

вторая сторона
1. «Curses, Invocations» — 1:58
2. «American Night» — 0:29
3. «Roadhouse Blues» — 6:59
4. «Lament» — 2:19
5. «The Hitchhiker» — 2:16
6. «An American Prayer» — 6:53
  - «The End»
  - «Albinoni: Adagio»

### Издание 1995 года
Awake
1. «Awake» — 0:36 («Проснись»)
2. «Ghost Song» — 2:50 («Песнь призраков»)
3. «Dawn’s Highway» — 1:21 («Рассветное шоссе»)
4. «Newborn Awakening» — 2:26 («Пробуждение новорождённого»)

To Come of Age
1. «To Come of Age» — 1:01 («Взросление»)
2. «Black Polished Chrome» — 1:07 («Блестящий чёрный хром»)
3. «Latino Chrome» — 2:14 («Хром латинос»)
4. «Angels and Sailors» — 2:46 («Ангелы и моряки»)
5. «Stoned Immaculate» — 1:33 («В полной отключке»)

The Poet’s Dream (Мечта поэта)
1. «The Movie» — 1:35 («Фильм»)
2. «Curses, Invocations» — 1:57 («Проклятия, мольбы»)

World on Fire
1. «American Night» — 0:28 («Американская ночь»)
2. «Roadhouse Blues» — 5:53 («Блюз придорожного трактира»)
3. «The World on Fire» — 1:06 («Мир объят огнём» или «Мир охвачен возбуждением»)
4. «Lament» — 2:18 («Скорбь»)
5. «The Hitchhiker» — 2:15 («Путешествующий автостопом»)

An American Prayer
1. «An American Prayer» — 3:04 («Американская молитва»)
2. «Hour For Magic» — 1:17 («Час волшебства»)
3. «Freedom Exists» — 0:20 («Свобода существует»)
4. «A Feast of Friends» — 2:10 («Празднество друзей» или «The Severed Garden» — разбитый сад)

Бонус-треки
1. «Babylon Fading» — 1:40 («Падение Вавилона»)
2. «Bird of Prey» — 1:03 («Хищная птица»)
3. «The Ghost Song» — 5:16 («Песнь призраков»; расширенная версия, включающая скрытый трек «Thank you oh Lord…» (Благодарю Тебя, Господи…) через 34 секунды)

## Участники записи
- Джим Моррисон — декламация, вокал (посмертное издание записей, сделанных в 1969 и 1970 годах)
- Рэй Манзарек — вокал, клавишные.
- Робби Кригер — вокал, гитара.
- Джон Денсмор — ударные.

приглашённые музыканты
- Рейнол Андино — перкуссия
- Боб Глоб — бас-гитара в «Albinoni — Adagio»
- Джерри Шефф — бас-гитара